# Кажинский, Виктор Матвеевич
Виктор Матвеевич Кажинский (пол. Wiktor Każyński; 18 [30] декабря 1812, Вильно — 6 [18] марта 1867, Санкт-Петербург) — польский скрипач, дирижёр и композитор.
Автор 16 опер, из которых наибольший успех имела поставленная в 1842 году в Вильне и в Варшаве опера «Вечный жид» (пол. Żyd Wieczny Tułacz). 
Путешествие Кажинского за границу с композитором А. Ф. Львовым описано им в книге «Заметки из музыкального путешествия по Германии в 1844 году» (пол. Notatki z podróży muzykalnej po Niemczech odbytej w roku 1844), изданной в 1845 году и выдержавшей несколько изданий. 
С 1845 года В. М. Кажинский был капельмейстером Александринского театра в Петербурге. 
Писал увертюры, антракты, хоры, песни, фортепианные пьесы и другие произведения.
Виктор Матвеевич Кажинский умер 6[18] марта 1867 года в городе Санкт-Петербурге.
Тело погребено на Выборгском римско-католическое кладбище в Санкт-Петербурге при храме Посещения девой Марией Елизаветы. (о. Кшиштоф Пожарский Бывшее Выборгское римско-католическое кладбище в Санкт-Петербурге (1856-1950). Книга Памяти. СПб.-Варшава, 2003. С. 115-16.).